# Liste der höchsten Gebäude in Kanada
Der Artikel Liste der höchsten Wolkenkratzer in Kanada umfasst eine Liste mit allen Wolkenkratzern in Kanada über 200 Metern Höhe.
Kanada weist derzeit 133 fertiggestellte Wolkenkratzer mit einer Höhe von 150 Metern und mehr auf. 
27 davon sind über 200 Meter hoch. Diese verteilen sich folgendermaßen: Toronto 21, Calgary 4, Montreal und Vancouver je 1 (Stand Oktober 2018). 
Seit Mitte der 1970er-Jahre ist das First Canadian Place in Toronto das höchste Hochhaus Kanadas.

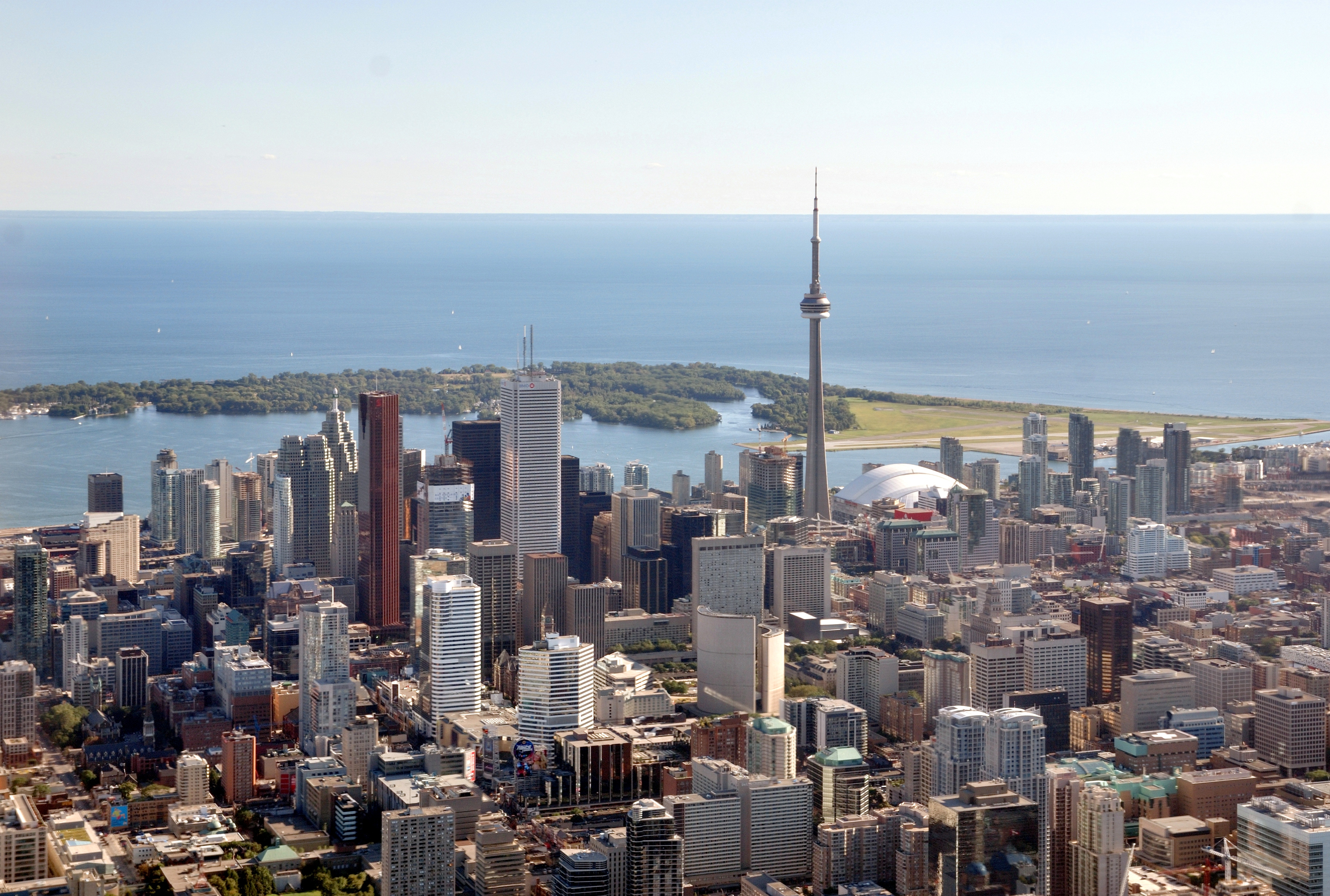
In Toronto befinden sich die meisten Wolkenkratzer von Kanada

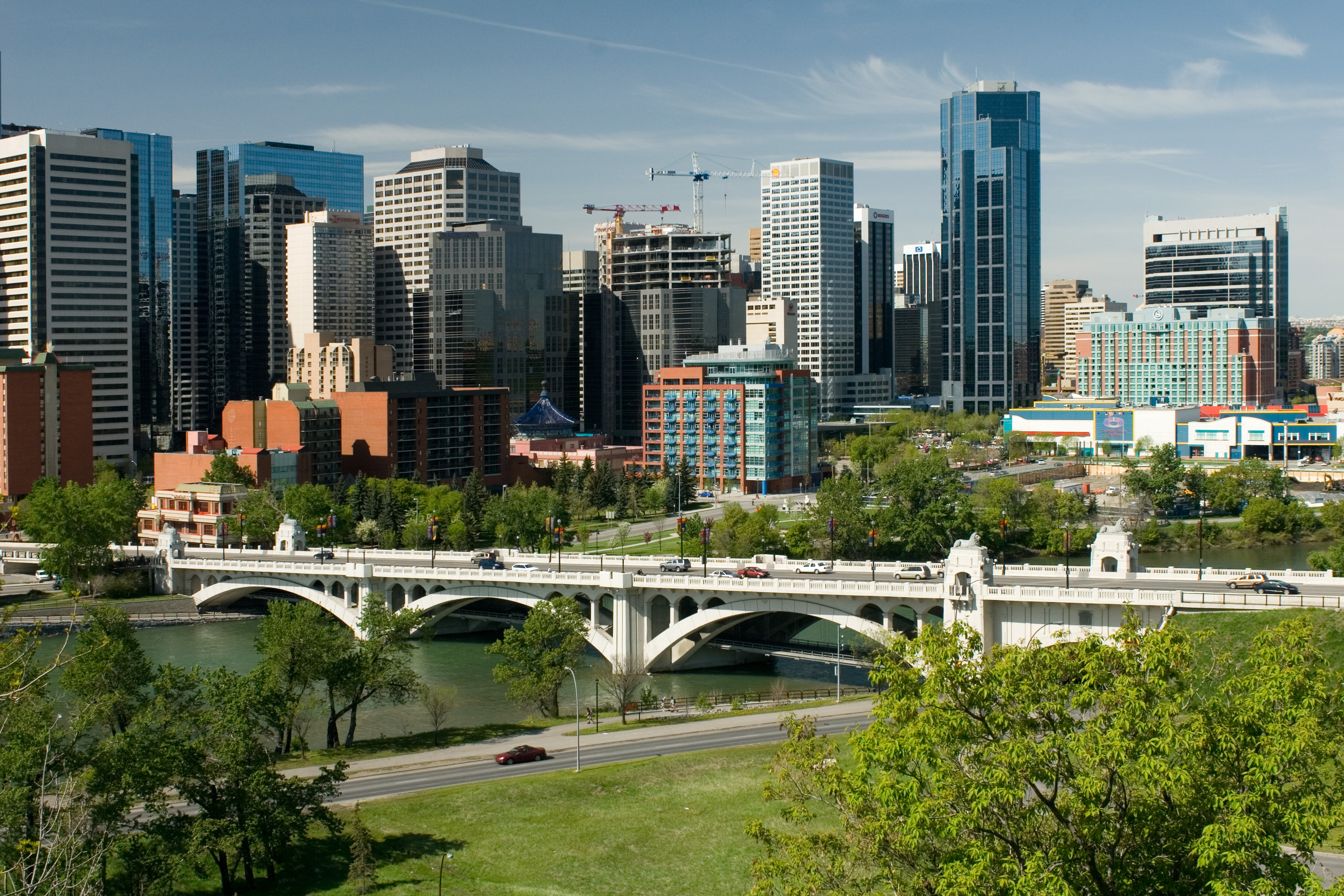
Die Skyline von Calgary

## Liste der höchsten Wolkenkratzer in Kanada über 200m
| Nr. | Name                                   | Stadt     | Höhe    | Etagen | Eröffnung | Bild |
| --- | -------------------------------------- | --------- | ------- | ------ | --------- | ---- |
| 1   | First Canadian Place                   | Toronto   | 298 m   | 72     | 1975      |      |
| 2   | The St. Regis Toronto                  | Toronto   | 281 m   | 70     | 2012      |      |
| 3   | Scotia Plaza                           | Toronto   | 275 m   | 68     | 1988      |      |
| 4   | Aura                                   | Toronto   | 272 m   | 78     | 2014      |      |
| 5   | TD Canada Trust Tower                  | Toronto   | 261 m   | 53     | 1990      |      |
| 6   | One Bloor                              | Toronto   | 257,3 m | 75     | 2017      |      |
| 7   | Stantec Tower                          | Edmonton  | 250,8 m | 66     | 2018      |      |
| 8   | Brookfield Place                       | Calgary   | 247 m   | 56     | 2017      |      |
| 9   | Commerce Court                         | Toronto   | 239 m   | 57     | 1972      |      |
| 10  | Harbour Plaza Residences (East Tower)  | Toronto   | 237 m   | 70     | 2017      |      |
| 11  | The Bow                                | Calgary   | 236 m   | 58     | 2012      |      |
| 12  | Ice Towers (East Tower)                | Toronto   | 234 m   | 67     | 2015      |      |
| 13  | Harbour Plaza Residences (West Tower)  | Toronto   | 228,8 m | 67     | 2016      |      |
| 14  | Ten York                               | Toronto   | 224 m   | 65     | 2018      |      |
| 15  | Toronto Dominion Bank Tower            | Toronto   | 223 m   | 56     | 1967      |      |
| 16  | Bay Adelaide Centre                    | Toronto   | 218 m   | 50     | 2009      |      |
| 17  | Suncor Energy Centre                   | Calgary   | 215 m   | 53     | 1984      |      |
| 18  | Shangri-La Hotel & Residences          | Toronto   | 214 m   | 66     | 2012      |      |
| 19  | Eighth Avenue Place                    | Calgary   | 215 m   | 53     | 1984      |      |
| 20  | Ritz-Carlton Toronto                   | Toronto   | 209 m   | 55     | 2011      |      |
| 21  | RBC Centre                             | Toronto   | 209 m   | 55     | 2011      |      |
| 22  | Massey Tower                           | Toronto   | 208,3 m | 60     | 2018      |      |
| 23  | Bay Wellington Tower                   | Toronto   | 207 m   | 49     | 1991      |      |
| 24  | Four Seasons Hotel and Residences West | Toronto   | 205 m   | 55     | 2011      |      |
| 25  | L Tower                                | Toronto   | 205 m   | 57     | 2014      |      |
| 26  | 1000 de La Gauchetière                 | Montreal  | 205 m   | 51     | 1992      |      |
| 27  | 88 Scott                               | Toronto   | 204 m   | 58     | 2018      |      |
| 28  | Ice Towers (West Tower)                | Toronto   | 202 m   | 57     | 2014      |      |
| 29  | Living Shangri-La                      | Vancouver | 201 m   | 62     | 2008      |      |

## Wolkenkratzer über 200m in Bau
| Name                      | Stadt   | Höhe    | Etagen | geplante Eröffnung | Bild |
| ------------------------- | ------- | ------- | ------ | ------------------ | ---- |
| The One                   | Toronto | 309 m   | 85     | 2022               |      |
| YSL Residences            | Toronto | 299 m   | 85     | 2022               |      |
| CIBC Square               | Toronto | 237,8 m | 49     | 2020               |      |
| Canada House I            | Toronto | 231,2 m | 69     | 2023               |      |
| Sugar Wharf Tower D       | Toronto | 230,2 m | 70     | 2022               |      |
| Eau der Soleil 1          | Toronto | 228,2 m | 63     | 2019               |      |
| Telus Sky                 | Calgary | 222,3 m | 59     | 2019               |      |
| Sugar Wharf Tower E       | Toronto | 218,4 m | 65     | 2022               |      |
| Pinnacle One Yonge        | Toronto | 216,2 m | 65     | 2022               |      |
| Two Gilmore Place         | Burnaby | 215,8 m | 64     | 2023               |      |
| Residences 488 University | Toronto | 207 m   | 55     | 2019               |      |
| Canada House II           | Toronto | 202,2 m | 59     | 2023               |      |

## Höchste Gebäude ihrer Zeit
| Zeitraum   | Name                     | Stadt     | Höhe  | Etagen |
| ---------- | ------------------------ | --------- | ----- | ------ |
| 1912–1914  | Sun Tower                | Vancouver | 84 m  | 17     |
| 1914–1928  | Royal Bank Building      | Toronto   | 94 m  | 21     |
| 1928–1929  | Tour de la Banque Royale | Montreal  | 121 m | 22     |
| 1929–1931  | Fairmont Royal York      | Toronto   | 122 m | 28     |
| 1931–1962  | Commerce Court North     | Toronto   | 145 m | 34     |
| 1962       | La Tour CIBC             | Montreal  | 187 m | 45     |
| 1962–1963  | Place Ville-Marie        | Montreal  | 188 m | 43     |
| 1963–1967  | Tour de la Bourse        | Montreal  | 190 m | 43     |
| 1967–1972  | TD Tower                 | Toronto   | 223 m | 56     |
| 1972–1975  | Commerce Court West      | Toronto   | 239 m | 57     |
| 1975–heute | First Canadian Place     | Toronto   | 298 m | 71     |